# Chincoteague
Chincoteague es una localidad del condado de Accomack, Virginia, Estados Unidos. Según el censo de 2000 tenía una población de 4.317 habitantes y una densidad de población de 173,1 hab/km².

## Demografía
Según el censo de 2000, había 4.317 personas, 2.068 hogares y 1.244 familias residiendo en la localidad. La densidad de población era de 173,1 hab./km². Había 3.970 viviendas con una densidad media de 159,2 viviendas/km². El 96,92% de los habitantes eran blancos, el 0,95% afroamericanos, el 0,28% amerindios, el 0,28% asiáticos, el 0,37% de otras razas y el 1,20% pertenecía a dos o más razas. El 0,53% de la población eran hispanos o latinos de cualquier raza.
Según el censo, de los 2.068 hogares en el 21,5% había menores de 18 años, el 48,8% pertenecía a parejas casadas, el 8,3% tenía a una mujer como cabeza de familia y el 39,8% no eran familias. El 33,8% de los hogares estaba compuesto por un único individuo y el 13,9% pertenecía a alguien mayor de 65 años viviendo solo. El tamaño promedio de los hogares era de 2,08 personas y el de las familias de 2,63.
La población estaba distribuida en un 18,0% de habitantes menores de 18 años, un 5,5% entre 18 y 24 años, un 24,7% de 25 a 44, un 30,9% de 45 a 64 y un 20,9% de 65 años o mayores. La media de edad era 46 años. Por cada 100 mujeres había 94,4 hombres. Por cada 100 mujeres de 18 años o más, había 93,8 hombres.
Los ingresos medios por hogar en la localidad eran de 28.514 dólares ($) y los ingresos medios por familia eran 33.425 $. Los hombres tenían unos ingresos medios de 27.075 $ frente a los 20.859 $ para las mujeres. La renta per cápita para la ciudad era de 20.367 $. El 12,7% de la población y el 9,7% de las familias estaban por debajo del umbral de pobreza. El 22,9% de los menores de 18 años y el 9,4% de los habitantes de 65 años o más vivían por debajo del umbral de pobreza.

## Geografía
Según la Oficina del Censo de los Estados Unidos, Chincoteague tiene un área total de 96,0 km² de los cuales 24,9 km² corresponden a tierra firme y 71,1 km² a agua. El porcentaje total de superficie con agua es 74,02%.